# Corgatha zonalis
Corgatha zonalis là một loài bướm đêm trong họ Erebidae.